# Сражение при Роттофреддо
Сражение при Роттофреддо (фр. Bataille de Rottofreddo) произошло 10 августа 1746 года во время войны за австрийское наследство между франко-испанской армией и австро-сардинскими войсками. Французы смогли отразить австрийскую атаку, но после битвы им пришлось отступить.
После поражения при Пьяченце французская и испанская армии были вынуждены отступить, и маршал де Мальбуа думал о возвращении на свои позиции при Нови, чтобы поддерживать связь с Провансом. Поэтому вначале он сделал ложное движение к Пиццигеттоне, затем вернулся и расположился в Кодоньо, а в итоге направил свои войска на правый берег По, чтобы сконцентрировать их в Кастель-Сан-Джованни. Чтобы прикрыть переброску войск, маркиз Пиньятелли с авангардом был отправлен восточнее реки Тидоне к городку Роттофреддо, где занял позицию, правый фланг которой опирался на госпиталь в Роттофреддо.
В свою очередь, австро-сардинский командующий фельдцейхмейстер маркиз Антониотто Ботта д’Адорно, узнав об авангарде Пиньятелли, двинулся своей армией также в направлении Роттофреддо. Он отправил графа Горани с гусарами для рекогносцировки позиции маркиза Пиньятелли,
Испанские стрелки, так называемые «микелеты», дали залп по австрийским гусарам. Когда разъярённый Горани лично повёл своих бойцов в атаку, во всех окнах госпиталя появились «микелеты», которые встретили его выстрелами. Однако герцог Сербеллони пришёл на помощь графу, и госпиталь был взят, и правый фланг Пиньятелли был обойдён, что вынудило последнего оставить свою позицию и отступить за Тидоне.
Граф де Гаж, только что перешедший Батороне, узнав о бое авангарда, поспешил со своим корпусом на помощь генералу Пиньятелли. Но войска, не зная местности, опоздали, и только потом примкнули свою линию от Кассин-Спальта до правого фланга отступившего авангарда маркиза Пиньятелли; артиллерия была размещена в центре, прикрытая полем пшеницы.
Фельдмаршал фон Барнклау, командовавший левым флангом австрийцев, перейдя Тидоне, выстроил боевую линию от верхнего Вератто до большой дороги, намереваясь ударить в правый фланг противника, и немедленно двинул её в направлении замка, завязав бой с испанской пехотой. Испанская артиллерия, стеснённая высокой пшеницей, стреляла бессистемно, линия пехоты начала колебаться под ударами австрийцев, и сражение казалось проигранным.

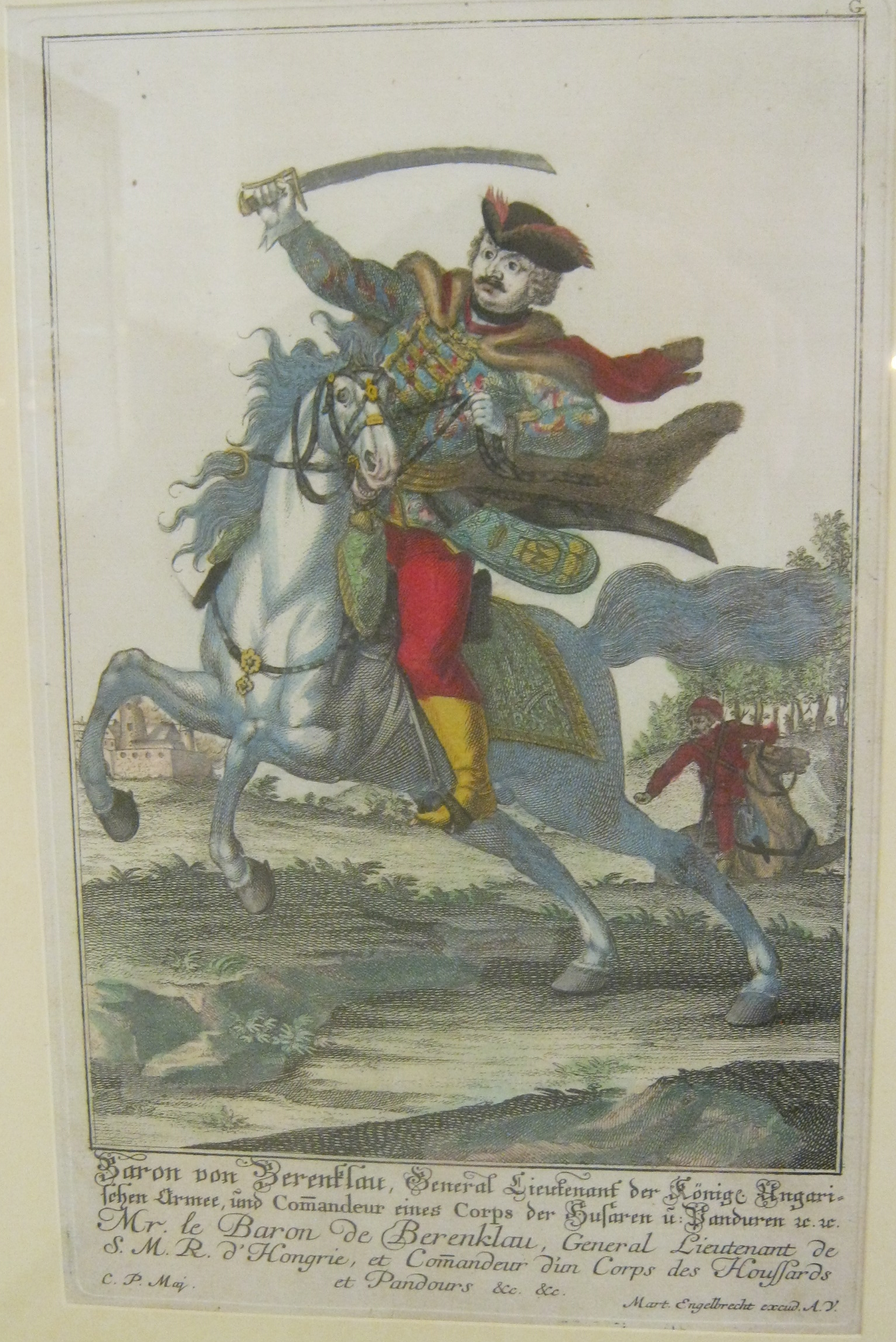
Иоганн Леопольд фон Барнклау

Граф де Гаж, не дождавшись подхода подкрепления отряда маркиза де Кастельяра и убедившись в невозможности удержать позицию, попросил Филиппа Бурбон-Пармского покинуть войска, чтобы не подвергать свою жизнь опасности. Только смерть фон Барнклау, поражённого мушкетной пулей, посеяв беспорядок в австрийских войсках, позволила союзникам со всей поспешностью отступить по дороге на Вогеру, оставив на поле боя три тысячи человек, восемнадцать орудий и тринадцать знамён.
Ботта д’Адорно остановился на позиции в Кастель-Сан-Джованни, а франко-испанская армия — в Вогере.
Гарнизон Пьяченцы, восемь тысяч человек, сдался австрийскому генералу Надашди; победители нашли в крепости семьдесят орудий, тридцать мортир и значительный боезапас.